# Ингвалкијера (Пезаро и Урбино)
Ингвалкијера је насеље у Италији у округу Пезаро и Урбино, региону Марке.
Према процени из 2011. у насељу је живело 40 становника. Насеље се налази на надморској висини од 13 м.